# Trumpė (přítok Žvelsy)
Trumpė je potok na západě Litvy (Klaipėdský kraj). Je dlouhý 26,4 km. Povodí má rozlohu 60,1 km². Pramení 1 km na severovýchod od vsi Didieji Mostaičiai, na jihozápadním okraji okresu Plungė v Telšiaiském kraji v lese Peklinės miškas. Klikatí se celkově směrem západním. Za obcí Tilvikai se dočasně posouvá k severu. U vsi Greičiūnai protéká rybníkem a vrací se k jihu - opět do směru západního. Vlévá se do řeky Žvelsa 5,1 km od jejího ústí jako její pravý přítok u obce Lapiai.

## Přítoky
- Levé:

| Hydrologické pořadí | Řeka    | Délka (km) | Povodí (km²) | Vzdálenost od ústí (km) | Ústí kde | Koordináty ústí                 |
| ------------------- | ------- | ---------- | ------------ | ----------------------- | -------- | ------------------------------- |
| 17010591            | Molupis | 4,4        | 6,7          | 19,4                    |          | 55°47′8″ s. š., 21°37′47″ v. d. |

- Pravé:

| Hydrologické pořadí | Řeka     | Délka (km) | Povodí (km²) | Vzdálenost od ústí (km) | Ústí kde   | Koordináty ústí                  |
| ------------------- | -------- | ---------- | ------------ | ----------------------- | ---------- | -------------------------------- |
| 17010592            | T - 4    | 3,8        | 5,6;         | 14,8                    |            |                                  |
| 17010593            | Juodupis | 3,6        | 14,1         | 3,2                     | Greičiūnai | 55°47′13″ s. š., 21°28′48″ v. d. |
| 17010596            | T - 2    | 3,0        | 2,4          | 1,1                     |            | 55°46′29″ s. š., 21°28′11″ v. d. |

## Sídla v blízkosti Trumpė
- Didieji Mostaičiai, Kumžaičiai, Tilvikai, Sauseriai, Šakiniai, Greičiūnai, Lapiai

### Další objekty
- "hradiště" Lapių piliakalnis

## Komunikace, vedoucí přes potok
- cesta Kuliai - Ablinga, cesta Kuliai - Didieji Mostaičiai, silnice č. 166 Plungė - Gargždai, cesta Sauseriai - Šakiniai, silnička Mikoliškiai - Šakiniai, silnička Lapiai - Šakiniai